# Речта на краля
„Речта на краля“ (на английски: The King's Speech) е британска историческа драма от 2010 година. Режисиран от Том Хупър, и със сценарий от Дейвид Сидлър.

## Сюжет
Внимание:  Текстът по-долу разкрива сюжета на произведението (или части от него)!
След смъртта на баща му Джордж V и скандалната абдикация на Едуард VIII, Бърти (Колин Фърт), който цял живот е страдал от непреодолим говорен дефект, неочаквано е коронясан за крал на Англия. На прага на Втората световна война, когато държавата има нужда от силно управление, за да помогне на съпруга си, Елизабет, бъдещата Кралица Майка, наема ексцентричния логопед Лайнъл Лог, с който по време на терапията крал Джордж VI изгражда необичайно приятелство. Благодарение на нетрадиционното лечение на Лог и подкрепата на семейството му, правителството и Уинстън Чърчил, крал Джордж VI преодолява заекването и изнася радио речта, която ще обедини и вдъхнови нацията по време на война.

## В ролите
| Изпълнител          | Роля |
| ------------------- | --- |
| Колин Фърт          | Джордж VI |
| Джефри Ръш          | Лайнъл Лог – ексцентричен логопед                                                                                        |
| Хелена Бонам Картър | Елизабет Боуз-Лайън |
| Гай Пиърс           | Едуард VIII |
| Тимъти Спол         | Уинстън Чърчил |
| Дерек Якоби         | Космо Гордън Ленг – Архиепископ на Кентърбъри от 1928 до 1942 г.                                                         |
| Дженифър Еле        | Миртъл Лог – съпругата на Лайнъл Лог                                                                                     |
| Майкъл Гамбън       | Джордж V |
| Фрея Уилсън         | Принцеса Елизабет |
| Рамона Маркес       | Принцеса Маргарет |
| Патрик Райкарт      | Барон Клайв Уиграм – личен секретар на краля на Англия от 1931 до 1936 г.                                                |
| Саймън Чандлър      | Виконт Бертран Едуард Доусън - лекар на кралското семейство и президент на Кралския колеж на лекарите от 1931 до 1937 г. |
| Клеър Блум          | Мери Тек |
| Орландо Уелс        | Джордж, херцог на Кент – четвъртият син на крал Джордж V                                                                 |
| Тим Дауни           | Хенри, херцог на Глостър – третият син на крал Джордж V                                                                  |
| Ив Бест             | Уолис Симпсън |
| Антъни Андрюс       | Стенли Болдуин |